# Taraconica aurea
Taraconica aurea är en fjärilsart som beskrevs av Pierre E.L. Viette 1968. Taraconica aurea ingår i släktet Taraconica och familjen nattflyn. Inga underarter finns listade i Catalogue of Life.